# تين بوجيري
تين بوجيري (الاسم العلمي: Ficus bojeri) هو نوع من النباتات يتبع جنس التين من الفصيلة التوتية.